# Uttaradit
Uttaradit (in Thai อุตรดิตถ์)  ist eine Stadt (เทศบาลเมืองอุตรดิตถ์) in der thailändischen Provinz Uttaradit. Sie ist die Hauptstadt des Landkreises (Amphoe) Amphoe Mueang Uttaradit und der Provinz Uttaradit in der Nordregion von Thailand.
Uttaradit hat 33.985 Einwohner (Stand 2012).

## Geographie
Uttaradit liegt etwa 450 Kilometer nördlich der Hauptstadt Bangkok. Die weite Ebene des Mae Nam Nan (Nan-Fluss) trägt zu einer gewissen Eintönigkeit der Umgebung bei.

## Geschichte
Uttaradit liegt im Norden Thailands, der über Jahrhunderte hinweg zwischen Ayutthaya und Burma umkämpft war.
1967 wurde die Innenstadt fast vollständig durch ein Großfeuer zerstört. Der alte Teil wurde wieder aufgebaut, gleichzeitig ein neuer Stadtteil errichtet.

## Wirtschaft und Bedeutung
Die fruchtbare Ebene des Maenam Nan lässt eine intensive Landwirtschaft zu. Reisanbau und Obstplantagen sind sehr zahlreich.

## Verkehr

### Flughafen
Der Flughafen Uttaradit (IATA code: UTR, ICAO code: VTPU)

### Bahn
Uttaradit hat einen Bahnhof der Thailändischen Staatsbahn an der Nordbahn, die Bangkok mit Chiang Mai verbindet.

### Straßenverkehr
- Thailand Route 11
- Thailand Route 102

## Bildungseinrichtungen
- Rajabhat-Universität Uttaradit

## Sehenswürdigkeiten

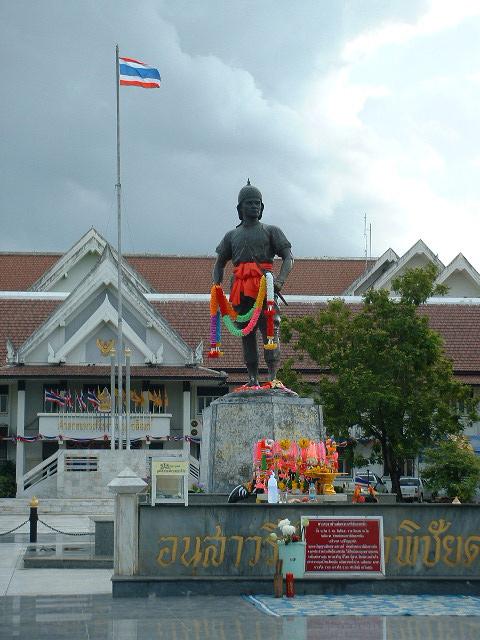
Denkmal Phraya Phichai Dat Nak

- Wat Tha Thanon - Tempel mitten in der Stadt am Bahnhof mit sitzender Buddha-Figur, an der man stets Gläubige in Verehrung findet. Der Tempel wurde in der Lan-Na-Zeit errichtet (12. Jahrhundert).
- Wat Khung Taphao - Tempel in Tambon Khung Taphao
- Denkmal Phraya Phichai Dat Nak (Phraya Phichai Daphak, Thai: พระยาพิชัยดาบหัก) - Lokalheld von Uttaradit, er verteidigte die Stadt an der Seite von König Taksin gegen die Burmesen.
- Das Bahnhofsgebäude in Uttaradit wurde zwischen 1906 und 1912 von dem deutschen Architekten Karl Döhring entworfen und gebaut.
- Nam Pat - in der Nähe des Sirikit-Staudamms gelegen, beherbergt dieser kleine Naturpark den größten Teakholz-Baum weltweit.

## Verwaltung
Uttaradit hat Stadtstatus (Thesaban Mueang), sie besteht aus dem gesamten Tambon Tha It.